# Université Piedmont
L'université Piedmont (Piedmont University), est une université privée fondée en 1897, localisée à Demorest dans l'État de Géorgie, aux États-Unis.
L'université compte environ 2 200 étudiants.
Johnny Mize fait partie de ses étudiants les plus célèbres, le centre sportif et le musée du campus sont à son nom.

## Anciens étudiants
- Johnny Mize, joueur de baseball

- Jane Anderson, propagandiste pour le Troisième Reich